# Хтивий дідусь
«Хтивий дідусь» (англ. Dirty Grandpa) — американська кінокомедія режисера Дена Мазера, що вийшла 2016 року. У головних ролях Роберт де Ніро, Зак Ефрон, Зої Дойч.
Уперше фільм продемонстрували 20 січня 2016 року у Сербії. В Україні у широкому кінопрокаті показ фільму розпочався 21 січня 2016 року.

## Сюжет
Джейсон Келлі має от-от одружитися зі своєю нареченою Мередіт. Проте напередодні весілля Джейсон піддається на вмовляння свого дідуся Діка, відставного генерала з бурхливою фантазією і гарячою вдачею, і вирушає разом з ним у свою останню перед одруженням розважальну поїздку.

## У ролях
| Актор            | Роль                                   |
| ---------------- | -------------------------------------- |
| Роберт де Ніро   | Дік Келлі                              |
| Зак Ефрон        | Джейсон Келлі онук Діка                |
| Зої Дойч         | Шадія симпатія Джейсона                |
| Обрі Плаза       | Ленор подруга Шадії                    |
| Дермот Малруні   | Девід Келлі батько Джейсона і син Діка |
| Джуліанн Гаф     | Мередіт наречена Джейсона              |
| Джейсон Манцукас | Пем наркоторговець                     |
| Денні Ґловер     | Стінкі армійський товариш Діка         |

## Знімальна група
- Кінорежисер — Ден Мазер
- Сценарист — Джон Філліпс
- Кінопродюсери — Джейсон Барретт, Білл Блок, Баррі Джозефсон, Майкл Симкин
- Виконавчі продюсери — Майкл Флінн, Джон Фрідберґ, Антон Лессін і Саша Шапіро
- Композитор — Майкл Ендрюс
- Кінооператор — Ерік Алан Едвардс
- Кіномонтаж — Енн МакКейб
- Художник-постановник — Вільям Арнольд
- Артдиректор — Джеремі Вулсі
- Художник по костюмах — Крісті Віттенборн[8].

## Сприйняття

### Оцінки
Фільм отримав погані відгуки: Rotten Tomatoes дав оцінку 9 % на основі 97 відгуків від критиків (середня оцінка 2,7/10) і 51 % від глядачів зі середньою оцінкою 3,1/5 (22 623 голоси). Загалом на сайті фільми має поганий рейтинг, фільму зарахований «гнилий помідор» від кінокритиків і «росипаний попкорн» від глядачів, Internet Movie Database — 6,0/10 (7 984 голоси), Metacritic — 18/100 (21 відгук критиків) і 3,6/10 від глядачів (95 голосів). Загалом на цьому ресурсі від критиків і від глядачів фільм отримав погані відгуки.

### Касові збори
Під час показу в Україні, що розпочався 21 січня 2016 року, протягом першого тижня на фільм було продано 68 012 квитків, фільм показали у 113 кінотеатрах і він зібрав 4 756 970 ₴, або ж 191 427 $, що на той час дозволило йому зайняти 2 місце серед усіх прем'єр.
Під час показу у США, що розпочався 22 січня 2016 року, протягом першого тижня фільм показали у 2 912 кінотеатрах і він зібрав 11 111 875 $, що на той час дозволило йому зайняти 4 місце серед усіх прем'єр. Станом на 12 лютого 2016 року показ фільму триває 22 дні (3,1 тижня) і зібрав за цей час у прокаті у США 31 342 920 доларів США, а у решті світу 19 203 717 $, тобто загалом 50 546 637 доларів США.

### Виноски
1. 1 2  Хтивий дідусь. Ukrainian Film Distribution. Архів оригіналу за 20 січня 2016. Процитовано 20 січня 2016.
2. 1 2  Dirty Grandpa: Release Info (англ.). Internet Movie Database. Архів оригіналу за 1 лютого 2020. Процитовано 20 січня 2016.
3. 1 2  Хтивий дідусь (англ.). Kino-teatr.ua. Архів оригіналу за 26 січня 2016. Процитовано 20 січня 2016.
4. 1 2  Dirty Grandpa (англ.). Box Office Mojo. Архів оригіналу за 12 грудня 2018. Процитовано 14 лютого 2016.
5. 1 2 3 4  Dirty Grandpa (2016) (англ.). The Numbers. Архів оригіналу за 13 лютого 2016. Процитовано 14 лютого 2016.
6. ↑  Dirty Grandpa (2016) (англ.). AllMovie. Архів оригіналу за 2 лютого 2016. Процитовано 20 січня 2016.
7. ↑  Юлія Купріна, Дмитро Десятник (21 січня 2016). Прем'єри тижня: «Джой», «Дівчина з Данії» та «Хтивий дідусь». Forbes.ua. Архів оригіналу за 22 січня 2016. Процитовано 22 січня 2016.
8. ↑  Dirty Grandpa: Full Cast & Crew (англ.). Internet Movie Database. Архів оригіналу за 7 січня 2016. Процитовано 20 січня 2016.
9. ↑  Dirty Grandpa (англ.). Rotten Tomatoes. Архів оригіналу за 25 січня 2016. Процитовано 14 лютого 2016.
10. ↑  Dirty Grandpa (англ.). Internet Movie Database. Архів оригіналу за 17 січня 2016. Процитовано 14 лютого.
11. ↑  Dirty Grandpa (англ.). Metacritic. Архів оригіналу за 25 січня 2016. Процитовано 14 лютого.
12. 1 2 3  Бокс-Офіс 3: Рівновага сил. Kino-teatr.ua. Архів оригіналу за 22 лютого 2016. Процитовано 14 лютого 2016.
13. 1 2  Dirty Grandpa — Ukraine Weekend Box Office (англ.). Box Office Mojo. Архів оригіналу за 22 лютого 2016. Процитовано 14 лютого 2016.